# 金鸡滩镇
金鸡滩镇，是中华人民共和国陕西省榆林市榆阳区下辖的一个乡镇级行政单位。

## 行政区划
金鸡滩镇下辖以下地区：
金鸡滩村、曹家滩村、喇嘛滩村、小坟滩村、柳卜滩村、柳树滩村、白舍牛滩村、海流滩村、上河村、掌盖界村、金海南村和金海北村。